# Станіслав Геймовський
Стані́слав Геймо́вський (пол. Stanisław Hejmowski; 22 червня 1900, Лібава, Курляндська губернія, Російська імперія — 31 травня 1969, Познань, Польська Народна Республіка) — польський юрист, адвокат, один із захисників на судових процесах над учасниками Познанських протестів 1956 року.

## Молоді роки
Станіслав Геймовський народився 22 червня 1900 року в портовому місті Лібаві, що в той час належало Російській імперії, у родині адвоката Костянтина Геймовського (Konstanty Hejmowski) та Бланки (до шлюбу Лущевської) (Blanka Łuszczewska).
Батько Станіслава, Костянтин Геймовський (1867—1938), вважався видатним спеціалістом з морського права та міжнародної торгівлі. У 1902—1914 роках він чотири рази обирався до лібавської Ради міста (Pilsētas Dome), що свідчило про його високу репутацію серед жителів Лібави. Серед польської громади міста Костянтин Геймовський користувався великим авторитетом, посідаючи пост голови Римсько-католицького благодійного товариства в Лібаві.
Навчання Станіслава Геймовського проходило в лібавській Миколаївській гімназії. Під час Першої світової війни родина Геймовських, щоб уникнути німецької окупації, залишила Лібаву й переїхала до Санкт-Петербурга, де Станіслав у 1918 році склав іспити на атестат зрілості. Після проголошення незалежності Латвії родина Геймовських у січні 1919 року повернулася в Лієпаю, а згодом залишила Латвію й переїхала до Варшави.
Вищу освіту Станіслав Геймовський отримував у Польщі. 1924 року він закінчив юридично-економічний факультет Варшавського університету.

## Діяльність до 1945 року

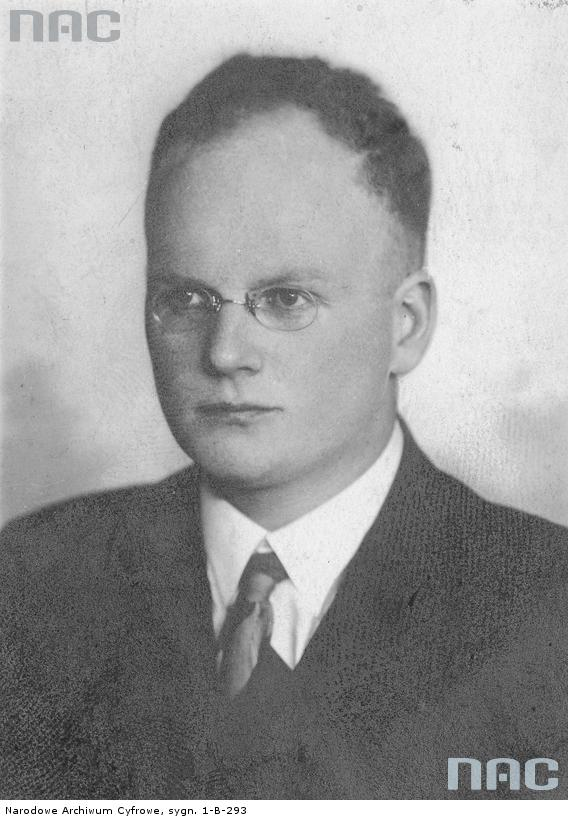
Станіслав Геймовський, 1933 рік

У березні 1928 року Геймовський склав суддівські екзамени й отримав роботу асесора, а потім працював підпрокурором в Окружному суді в Познані. 15 травня 1930 року познанська Окружна адвокатська рада внесла Геймовського до списку адвокатів. 1931 року в Познанському університеті Геймовський захистив докторську дисертацію з цивільного права в галузі іпотечного права. У період з 1930 по 1939 роки мав власну адвокатську контору.
Під час Другої світової війни з включенням великопольських земель до складу Німецького Рейху Станіслава Геймовського примусово переселили з Познані до Варшави.

## Діяльність після війни
Після закінчення Другої світової війни Станіслав Геймовський повернувся до Познані та відновив адвокатську діяльність у своєму помешканні за адресою вул. Словацького, 18.
1945 року діти Геймовського Адам і Тереза разом із матір'ю залишили Польщу й переїхали до Швеції на місце постійного проживання. Діти благали батька їхати разом з ними, але Станіслав Геймовський відмовився:
|  | Зрозумійте мене, поки є хоч одна людина в Польщі, якій я можу допомогти, я тут мушу залишитися. Оригінальний текст (пол.) Zrozumcie mnie, tak długo, jak ja mam jednego człowieka w Polsce, któremu mogę pomóc, ja tu zostać muszę |

### Процеси над військовими злочинцями
З 22 червня по 7 липня 1946 року в Познані проходили засідання Верховного Національного Трибуналу, який розглядав справу Артура Ґрейзера, гауляйтера Вартеланда під час німецької окупації Польщі. Геймовський разом з адвокатом Яном Кренґлєвським (Jan Kręglewski) були захисниками Ґрейзера на процесі. Геймовський двічі безуспішно намагався відмовитися від справи, аргументуючи це тим, що не може неупереджено захищати звинуваченого — під час війни загинули два брати Геймовського, а його самого в 1939 році німці вигнали з Познані. Проте Геймовський виконав свій професійний обов'язок найкращим чином. Його юридична ретельність дозволила засудити гауляйтера саме за фактичні злочини й тим самим уникнути подальших звинувачень у неправомірності рішення суду. Пізніше Геймовський розповідав, що Ґрейзер, який знав польську мову, висловлював вдячність, дуже високо оцінюючи майстерність адвоката.

### Адвокатська практика в 1946—1955 роках
Починаючи з 1946 року Геймовський неодноразово захищав членів антикомуністичного підпілля в Польщі у Військовому районному суді Познані.
Упродовж 1946—1950 років Станіслав Геймовський був членом Верховної Ради адвокатів, а потім до 1960 року — членом Вищої дисциплінарної комісії. У червні 1953 року став членом адвокатської контори № 5 у Познані, але своїх клієнтів, як і раніше, приймав у власному помешканні, що не відповідало встановленим правилам, і це в майбутньому стало основою звинувачень Геймовського з боку влади в дисциплінарних порушеннях.

### Процеси Познанського Червня 1956 року
У вересні-жовтні 1956 року Станіслав Геймовський виступав захисником на організованих владою двох показових процесах над учасниками познанських протестів червня 1956 року. На «процесі трьох» він захищав 18-річного поштового працівника Єжи Сроку (Jerzy Sroka), а на «процесі десяти» — 19-річного кондуктора Романа Бульчинського (Roman Bulczyński). Геймовський був лідером команди адвокатів, що представляла в суді обвинувачених. У своїх виступах Геймовський доводив, що тяжка економічна ситуація в країні штовхнула робітників до відчайдушних кроків. Завдяки присутності на процесах іноземних спостерігачів промови адвоката Геймовського коментували в зарубіжній пресі, що не залишалося поза полем зору польської служби безпеки.
Серед зацікавлених у перебігу подій під час судових процесів домінувало переконання, що підсудним загрожує суворий вирок. Згідно з чинним у той час Малим кримінальним кодексом Польщі 1946 року, за злочини, у скоєнні яких обвинувачувалися підсудні, передбачалося позбавлення волі від 5 років до довічного ув'язнення або навіть смертна кара. Проте вирок на «процесі трьох» виявився значно м'якший, ніж очікувалося, зокрема підзахисний Геймовського Єжи Срока отримав 4,5 роки ув'язнення. На «процесі десяти» суддя взагалі припинив судовий розгляд.
Своєю непохитною позицією та мужністю під час процесів адвокат Геймовський заслужив повагу городян. Його виступи в суді на захист робітників обговорювало все місто. Жителі Познані на знак подяки клали квіти перед помешканням Геймовського.

### Під наглядом служби безпеки
6 березня 1956 року Відділ II (контррозвідка) Воєводського управління громадської безпеки (WUds.BP) у Познані відкрив оперативну справу під кодовою назвою «Маестро», до якої почали збирати на Станіслава Геймовського матеріали стосовно його контактів з іноземцями. Хоча офіційно справу відкрили тільки в 1956 році, але вона вже містила оперативні довідки, складені ще у 1940-ві й на початку 1950-х років. Уже в перших документах справи Геймовського визначали як затятого противника «народної демократії, що не приховує власних політичних поглядів». Із початком слідчих дій проти учасників познанських протестів у червні 1956 року спостереження за Геймовським, як і за іншими адвокатами арештованих робітників, стає більш інтенсивним, про що свідчать численні стенограми прослуховувань розмов адвокатів із підозрюваними.
Оперативна діяльність служби безпеки UB проти Геймовського досягла найбільших масштабів наприкінці 1956 року після закінчення показових процесів. Познанські співробітники UB виїжджали у відрядження до Варшави, де Геймовський мешкав під час війни, для з'ясовування подробиць із його життя, використовуючи при цьому місцеву агентуру в адвокатському середовищі. Відрядження не дало результатів. Працівники UB лише зробили припущення, що Геймовський у період окупації належав до Армії Крайової, хоча доказів того в UB не існувало.
У лютому 1959 року справу під кодовою назвою «Маестро» передали Відділу III Воєводського управління громадянської міліції, який серед іншого займався політичною опозицією в ПНР. Співробітники SB дійшли висновку, що закордонні контакти Геймовського не носять «шпигунського характеру», проте фігурант справи як «виявлений ворог соціалістичного устрою може займатись антидержавною діяльністю».
Спочатку спостереження за Геймовським носило упереджувальний характер. Співробітники SB використовували агентуру в середовищі адвоката та технічні засоби, а саме перлюстрацію кореспонденції та прослуховування телефонних розмов, спостерігаючи за діями адвоката під кутом можливостей завдати  наступального удару. План служби безпеки полягав у дискредитації адвоката в його професійному середовищі. Шляхом систематичних фінансових перевірок працівники SB намагалися виставити адвоката хабарником і особою, що отримує за свою працю занадто високі гонорари. Корисним для SB у досягненні наміченої цілі виявилися двоє секретних співробітників, які мали безпосередній контакт з адвокатом. Коли функціонери SB зрозуміли, що Геймовський може збирати матеріали для використання на свій захист проти сфальшованих звинувачень, негайно було прийнято рішення провести таємний обшук його помешкання. У результаті оперативних заходів SB сфабрикувала задокументовані свідчення, нібито адвокат отримував надмірні гонорари, не сплачуючи відповідні податки.

### Заборона на професію
Служба SB інспірувала створення газетних статей наклепницького характеру. У засобах масової інформації розпочалася кампанія із засудженням Геймовського. Рада адвокатів ініціювала дисциплінарне провадження проти нього. 20 липня 1961 року на підставі рішення міністра юстиції адвокату Геймовському тимчасово заборонили займатися професійною діяльністю. Крім того, податкова служба наклала на юриста додатковий прибутковий податок (domiar) і штраф у розмірі 400 тис. злотих. Рішенням від 31 березня 1962 року Воєводська дисциплінарна комісія підтвердила вину Станіслава Геймовського та відмовила йому в праві займатись адвокатською практикою впродовж 10 місяців, починаючи від 20 липня 1961 року. Проте 25 травня 1962 року міністр юстиції знову заборонив Геймовському займатись адвокатурою на тій підставі, що під час встановленої раніш заборони Геймовський написав листа одному зі своїх клієнтів, що вважалося порушенням вимог. SB планувала домогтися виключення Геймовського зі списку адвокатів як особи, чия поведінка нібито не відповідала юридичній етиці..
У подальшому служба SB у співпраці з державними фінансовими органами спрямувала зусилля на швидке погашення адвокатом усіх боргів. Станіслав Геймовський у цей час намагався отримати паспорт, щоб мати можливість виїхати до Швеції, де мешкала його сім'я. Але влада відмовила в наданні паспорта на підставі наявності заборгованості перед державним казначейством зі сплати податку й штрафу.
Геймовського позбавили можливості навчати стажерів і брати участь у прийомі адвокатських іспитів. Суворі фінансові покарання та заборона на професію призвели до матеріального зубожіння юриста. Незважаючи на скасування 29 травня 1963 року заборони на адвокатську діяльність, Геймовський не повернувся до адвокатури. Клієнти боялися приходити до нього зі своїми справами, а колеги-юристи не наважувалися спілкуватися з ним. Геймовський почав уникати контактів з іншими адвокатами й навіть відсторонився від колег з адвокатської контори № 5, де раніш працював. Проте Станіслав Геймовський зберіг тісні контакти з орденом домініканців і запропонував юридичну допомогу католицькому духовенству Познані.
15 грудня 1967 року зі Станіславом Геймовським стався інсульт, у наслідок чого він був змушений відмовитися від будь-якої роботи. Помер Станіслав Геймовський у Познані 31 травня 1969 року, поховання відбулося на Юніковському кладовищі міста.

## Пам'ять

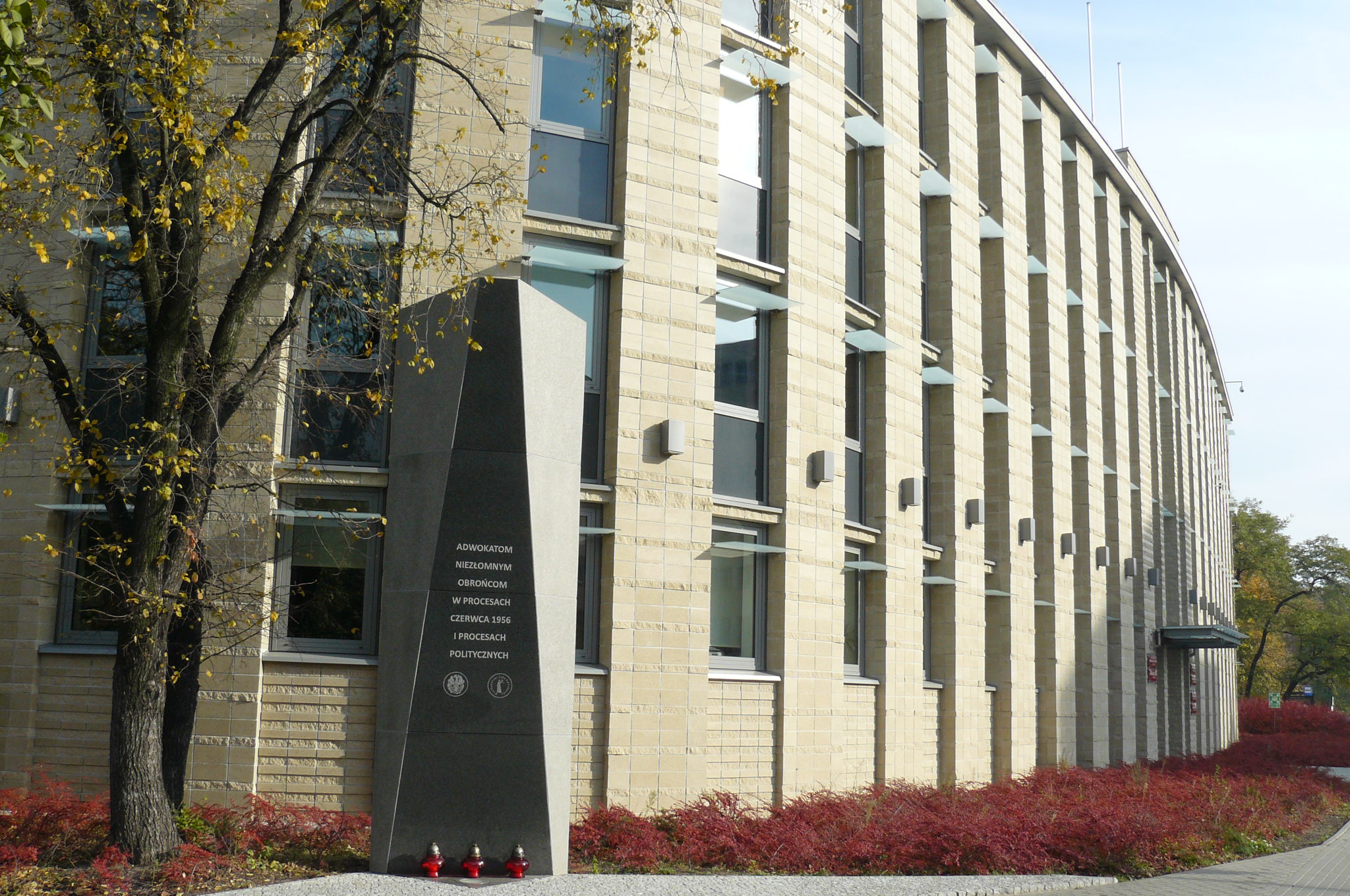
Пам'ятник адвокатам Червня 1956 року на вул. Станіслава Геймовського, Познань

2001 року Президія Верховної Ради адвокатів Польщі посмертно нагородила Станіслава Геймовського почесним званням «Заслужений адвокат» («Adwokatura Zasłużonym»).
27 та 28 червня 2003 року в Познані відбулися святкування 47-ї річниці Червневих протестів 1956 року. З ініціативи директора познанського відділення Інституту національної пам'яті Польщі (IPN) Іренеуша Адамського науковій бібліотеці відділення надано ім'я Станіслава Геймовського, а великопольські адвокати встановили пам'ятну дошку в приміщенні бібліотеки.
2006 року під час урочистостей із нагоди 50-ї річниці Червня-56 вулиця в Познані, що з'єднувала вулиці Сольну й Тадеуша Костюшка, отримала назву на честь Станіслава Геймовського. У приміщенні познанського відділення IPN відкрили постійну експозицію, присвячену Станіславу Геймовському.
19 червня 2010 року біля будівлі районної прокуратури на вулиці Станіслава Геймовського офіційно відкрили обеліск, присвячений адвокатам, що на судових процесах захищали учасників Познанських протестів 1956 року.

## Родина
- Батько — Костянтин Геймовський (Konstanty Hejmowski, 1867—1938), адвокат у Лібаві, Варшаві, Вільні[2].
- Мати — Бланка Геймовська (до шлюбу Лущевська) (Blanka Łuszczewska).
- Брати:
Вітольд Геймовський (Witold Hejmowski, 1898—1945), суддівський слідчий у Цешині, загинув під час евакуації з концентраційного табору Ноєнґамме поблизу Гамбурга[2].
Маріян Геймовський (Marian Hejmowski, 1906—1940), банківський службовець, підпоручник резерву, замордований у Катині[2].
- Дружина — Анна Хшановська (Anna Chrzanowska).
- Діти:
Син — Адам Геймовський[pl] (Adam Heymowski, 1926—1995), польсько-шведський геральдик, історик, директор Королівської бібліотеки в Стокгольмі.
Донька — Тереза Геймовська-Амберґ (Teresa Hejmowska-Amberg).
- Онук — Ян Генрік Амберґ (Jan Henrik Amberg), син Терези Геймовської-Амберґ, займав пост посла Швеції в Польщі[3].